# Спрингфилд (Южная Дакота)
Спри́нгфилд (англ. Springfield) — город в округе Бон-Хомм, Южная Дакота, США, основанный в 1881 году. Самый крупный населённый пункт округа: по данным на 2010 год, население составляло 1989 человек. Код FIPS: 46-60660. ZIP-код: 57062.

## Перепись 2010 года
По данным переписи 2010 года в городе проживало 1989 человек, 352 домохозяйства и 200 семей. На площади 2,62 км² находилось 433 строения со средней плотностью 165,5 строения на км².
Расовый состав населения: 70,7 % белых, 2,9 % афроамериканцев, 23,3 % индейцев, 0,1 % азиатов, 0,6 % представителей других рас, 2,4 % представителей смешанных рас. Испаноязычные составляли 3,7 % населения.